# Tim Connolly
Timothy L. „Tim“ Connolly (* 7. Mai 1981 in Baldwinsville, New York) ist ein ehemaliger US-amerikanischer Eishockeyspieler, der im Verlauf seiner aktiven Karriere zwischen 1997 und 2013 unter anderem 733 Spiele für die New York Islanders, Buffalo Sabres und Toronto Maple Leafs in der National Hockey League auf der Position des Centers bestritten hat.

## Karriere

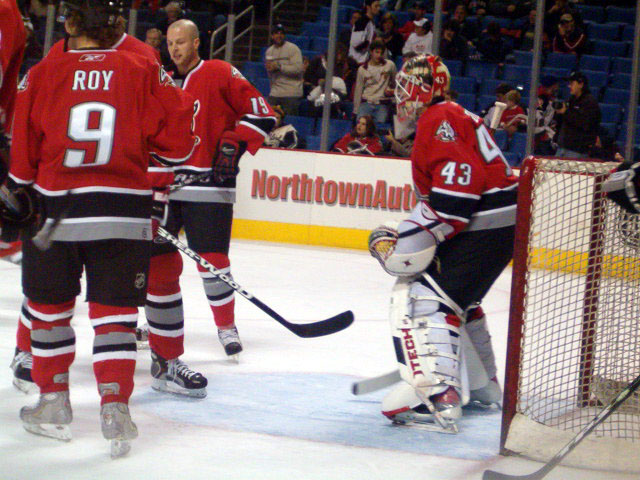
Tim Conolly (#19) mit Derek Roy und Martin Biron

Connolly begann seine Karriere bei den Syracuse Junior Crunch, für die er in der Spielzeit 1996/97 62 Scorerpunkte erzielte. Ein Jahr später wechselte er in die erstklassige Juniorenliga Ontario Hockey League zu den Erie Otters, für die er bis 1999 spielte. In der Saison 1998/99 führte er die Punktestatistik mit 34 Toren und 34 Assists an und wurde zum Top Prospects Game der Canadian Hockey League eingeladen. Aufgrund der gezeigten Leistungen in der OHL wurde er beim NHL Entry Draft 1999 in der ersten Runde als Fünfter von den New York Islanders ausgewählt.
Am 2. Oktober 1999 debütierte er schließlich für die Islanders in der NHL (gegen Tampa Bay) – sein erstes Tor und seinen ersten Assist erzielte er am 10. Oktober 1999 gegen die Colorado Avalanche. Er beendete die Saison als punktbester Rookie der Islanders und lag damit an dritter Stelle bei Assists, Powerplay-Toren und Scorerpunkten, zudem erzielte er die viertmeisten Tore aller Islanders-Spieler. In der folgenden Saison betrat er in allen 82 Spielen der Islanders das Eis und erzielte zehn Tore und 31 Assists.
Während des NHL Entry Draft 2001 wurden Connolly und Taylor Pyatt von den Islanders im Tausch gegen Michael Peca zu den Buffalo Sabres transferiert. Sein Debüt für die Sabres gab er  am 4. Oktober 2001 gegen die Atlanta Thrashers und erzielte sein erstes Tor für die Sabres am 26. Oktober gegen die Ottawa Senators. Er beendete die Saison mit zehn Toren und 35 Assists und war einer von fünf Sabres-Spielern, die alle 82 Spiele der Saison bestritten. Ein Jahr später wurde er nach 80 Spielen, in denen er zwölf Tore und 13 Assists erreichte, von der NHL für vier Spiele aufgrund eines Hohen Stocks (mit Verletzungsfolge) gesperrt – zu diesem Zeitpunkt hatte er 286 aufeinanderfolgende Spiele absolviert.
Tim Connolly verpasste die gesamte Saison 2003/04 aufgrund eines Gehirnerschütterungssyndroms, unter dem er seit einer Gehirnerschütterung in einem Vorbereitungsspiel gegen die Chicago Blackhawks litt. Während des Lockouts in der folgenden Spielzeit ging er in 16 Spielen für den SC Langnau in der NLA aufs Eis.
Zurück in Buffalo stellte er einen neuen persönlichen Karriererekord mit 55 Punkten in 63 Spielen der regulären Saison auf. In den anschließenden Stanley-Cup-Playoffs 2006 erzielte er weitere elf Punkte in acht Spielen, erlitt allerdings eine weitere Gehirnerschütterung. Am 2. Juli 2011 unterzeichnete Connolly einen Kontrakt für zwei Jahre bei den Toronto Maple Leafs. Nachdem er dort das erste Jahr in der NHL bei den Maple Leafs verbracht hatte, absolvierte er das zweite Vertragsjahr bei deren Farmteam Toronto Marlies in der American Hockey League, ehe er seine aktive Karriere beendete.

### International
Connolly spielte für sein Heimatland bei der U20-Junioren-Weltmeisterschaft 1999 im kanadischen Winnipeg und der Weltmeisterschaft 2001 in Deutschland.

## Erfolge und Auszeichnungen
- 1999 Teilnahme am CHL Top Prospects Game
- 2002 Teilnahme am NHL YoungStars Game

## Karrierestatistik

### International
Vertrat die USA bei:
- U20-Junioren-Weltmeisterschaft 1999
- Weltmeisterschaft 2001

(Legende zur Spielerstatistik: Sp oder GP = absolvierte Spiele; T oder G = erzielte Tore; V oder A = erzielte Assists; Pkt oder Pts = erzielte Scorerpunkte; SM oder PIM = erhaltene Strafminuten; +/− = Plus/Minus-Bilanz; PP = erzielte Überzahltore; SH = erzielte Unterzahltore; GW = erzielte Siegtore; 1 Play-downs/Relegation; Kursiv: Statistik nicht vollständig)